# Viktor Orbán
Viktor Orbán (hongarès: Orbán Viktor)  (Székesfehérvár, 31 de maig de 1963) és l'actual primer ministre d'Hongria, des del 2010.
Anteriorment, també fou primer ministre d'Hongria entre 1998 i 2002. Orbán lidera el partit Fidesz – Unió Cívica Hongaresa, membre del Partit Popular Europeu, que a les eleccions del 2010 va obtenir, en coalició amb la Democràcia Cristiana, la majoria absoluta amb el 52,73% dels vots i dos terços dels escons del Parlament que va utilitzar per introduir importants reformes constitucionals i legislatives. Fidesz va conservar la seva majoria en les eleccions del 2014, del 2018 i 2022, quan tota l'oposició va formar una iniciativa conjunta, liderada per Péter Márki-Zay.

## Polèmiques
El seu lideratge és subjecte de polèmica i ha sigut acusat de controlar políticament els mitjans de comunicació hongaresos, limitar la independència del Banc Central Hongarès i reformar la constitució i la llei electoral amb interessos partidistes. També ha generat polèmica la seva estratègia amb relació a la crisi dels refugiats.